# Barbados ai Giochi della XXVIII Olimpiade
Le Barbados parteciparono ai Giochi della XXVIII Olimpiade, svoltisi ad Atene, Grecia, dal 13 al 29 agosto 2004, con una delegazione di 10 atleti impegnati in cinque discipline.

## Delegazione
| Sport            | Uomini | Donne | Totale |
| ---------------- | ------ | ----- | ------ |
| Atletica leggera | 2      | 1     | 3      |
| Ciclismo         | 1      | -     | 1      |
| Judo             | 1      | -     | 1      |
| Nuoto            | 4      | -     | 4      |
| Tiro             | 1      | -     | 1      |
| Totale           | 9      | 1     | 10     |

## Risultati

### Atletica leggera
| Q | Qualificato al turno successivo per la Classifica in qualificazione                                                          |
| q | Qualificato per il turno successivo per ripescaggio o, negli eventi su campo, conquistando la misura minima per qualificarsi |

Maschile
Eventi su pista e strada
| Atleta           | Evento         | Batteria  | Batteria   | Quarti di finale | Quarti di finale | Semifinale      | Semifinale      | Finale          | Finale          |
| Atleta           | Evento         | Risultato | Classifica | Risultato        | Classifica       | Risultato       | Classifica      | Risultato       | Classifica      |
| ---------------- | -------------- | --------- | ---------- | ---------------- | ---------------- | --------------- | --------------- | --------------- | --------------- |
| Obadele Thompson | 100 m piani    | 10"08     | 2º Q       | 10"12            | 2º Q             | 10"222          | 4º Q            | 10"10           | 7º              |
| Stephen Jones    | 110 m ostacoli | 13"56     | 4º Q       | 13"85            | 6º               | non qualificato | non qualificato | non qualificato | non qualificato |

Femminile
Eventi su pista e strada
| Atleta          | Evento         | Batteria  | Batteria   | Semifinale      | Semifinale      | Finale          | Finale          |
| Atleta          | Evento         | Risultato | Classifica | Risultato       | Classifica      | Risultato       | Classifica      |
| --------------- | -------------- | --------- | ---------- | --------------- | --------------- | --------------- | --------------- |
| Andrea Blackett | 400 m ostacoli | 56"49     | 6ª         | non qualificata | non qualificata | non qualificata | non qualificata |

### Ciclismo

#### Ciclismo su pista
Maschile
| Atleta      | Evento   | Qualificazioni        | Qualificazioni | Round 1                          | Ripescaggio 1                                 | Round 2                          | Ripescaggio 2                                 | Quarti di finale                 | Semifinali                       | Finale                                       | Finale     |
| Atleta      | Evento   | Tempo Velocità (km/h) | Classifica     | Avversario Tempo Velocità (km/h) | Avversario Tempo Velocità (km/h)              | Avversario Tempo Velocità (km/h) | Avversario Tempo Velocità (km/h)              | Avversario Tempo Velocità (km/h) | Avversario Tempo Velocità (km/h) | Avversario Tempo Velocità (km/h)             | Classifica |
| ----------- | -------- | --------------------- | -------------- | -------------------------------- | --------------------------------------------- | -------------------------------- | --------------------------------------------- | -------------------------------- | -------------------------------- | -------------------------------------------- | ---------- |
| Barry Forde | Velocità | 10"597 67,943         | 13º Q          | Edgar (GBR) P                    | Kwiatkowski (POL) Nimke (GER) V 10"731 67,095 | Wolff (GER) P                    | Mulder (NED) Villanueva (ESP) V 11"294 63,750 | Bayley (AUS) P, P                | non qualificato                  | Edgar (GBR) Zieliński (POL) Bourgain (FRA) P | 6º         |

### Judo
Maschile
| Atleta             | Evento  | Preliminari             | 16-esimi             | Ottavi               | Quarti               | Semifinali           | Ripescaggio          | Finale               | Pos.            |
| Atleta             | Evento  | Avversario Punteggio    | Avversario Punteggio | Avversario Punteggio | Avversario Punteggio | Avversario Punteggio | Avversario Punteggio | Avversario Punteggio | Pos.            |
| ------------------ | ------- | ----------------------- | -------------------- | -------------------- | -------------------- | -------------------- | -------------------- | -------------------- | --------------- |
| Barry Kirk Jackson | -100 kg | Kelly (AUS) P 0010–1101 | non qualificato      | non qualificato      | non qualificato      | non qualificato      | non qualificato      | non qualificato      | non qualificato |

### Nuoto
Maschile
| Atleta           | Evento             | Batteria  | Batteria   | Semifinale      | Semifinale      | Finale          | Finale          |
| Atleta           | Evento             | Risultato | Classifica | Risultato       | Classifica      | Risultato       | Classifica      |
| ---------------- | ------------------ | --------- | ---------- | --------------- | --------------- | --------------- | --------------- |
| Terrence Haynes  | 50 m stile libero  | 23"90     | 56º        | non qualificato | non qualificato | non qualificato | non qualificato |
| Damian Alleyne   | 100 m stile libero | 51"89     | 48º        | non qualificato | non qualificato | non qualificato | non qualificato |
| Damian Alleyne   | 200 m stile libero | 1'52"89   | 34º        | non qualificato | non qualificato | non qualificato | non qualificato |
| Nicholas Neckles | 100 m dorso        | 56"32     | 25º        | non qualificato | non qualificato | non qualificato | non qualificato |
| Nicholas Neckles | 200 m dorso        | 2'02"84   | 23º        | non qualificato | non qualificato | non qualificato | non qualificato |
| Bradley Ally     | 100 m rana         | 1'04"71   | 41º        | non qualificato | non qualificato | non qualificato | non qualificato |
| Bradley Ally     | 200 m rana         | 2'18"64   | 35º        | non qualificato | non qualificato | non qualificato | non qualificato |
| Bradley Ally     | 200 m misti        | 2'03"29   | 23º        | non qualificato | non qualificato | non qualificato | non qualificato |
| Bradley Ally     | 400 m misti        | 4'24"70   | 25º        | N.D.            | N.D.            | non qualificato | non qualificato |

### Tiro a segno/volo
Maschile
| Atleta          | Evento | Qualificazioni | Qualificazioni | Finale          | Finale          |
| Atleta          | Evento | Punteggio      | Classifica     | Punteggio       | Classifica      |
| --------------- | ------ | -------------- | -------------- | --------------- | --------------- |
| Michael Maskell | Skeet  | 117            | =31º           | non qualificato | non qualificato |